# Cryptancistrus similis
Cryptancistrus similis – gatunek słodkowodnej ryby sumokształtnej z rodziny zbrojnikowatych (Loricariidae), jedyny przedstawiciel rodzaju Cryptancistrus. Został odkryty w trakcie badania barkodu DNA innego taksonu.

## Taksonomia
Gatunek został opisany naukowo w 2018 na podstawie jednego osobnika odkrytego w kolekcji innych zbrojników. Został sklasyfikowany w rodzaju Cryptancistrus w obrębie Ancistrini.

### Etymologia
Nazwa rodzajowa Cryptancistrus pochodzi od greckich słów kryptos (ukryty) oraz ankistron (hak, co odnosi się do rodzaju Ancistrus). Epitet gatunkowy similis (podobny) odnosi się do dużego podobieństwa morfologicznego pomiędzy nowym gatunkiem Cryptancistrus a gatunkami rodzaju Guyanancistrus, które stanowiły główny przedmiot badania.

## Zasięg występowania
Kolekcja ryb, wśród których odkryto osobnika przyjętego za holotyp została złowiona w górnym biegu Parú de Oeste na pograniczu Brazylii i Surinamu. C. similis znany jest tylko z miejsca typowego.

## Cechy charakterystyczne
Z wyglądu zewnętrznego C. similis jest bardzo podobny do przedstawicieli rodzaju Guyanancistrus, od których różni się kształtem płytek kostnych na pysku oraz nieznacznie zwiększonymi odontodami, związanymi z małymi mięsistymi wypustkami. Standardowa długość ciała holotypu wynosi 61,7 mm.